# Kenneth Harlan
Kenneth Harlan (Boston, 26 luglio 1895 – Sacramento, 6 marzo 1967) è stato un attore statunitense.
Nella sua carriera, durata dal 1917 al 1943, prese parte come attore a oltre duecento film.
Morto a causa di un aneurisma il 6 marzo 1967 a Sacramento all'età di 71 anni, Harlan venne sepolto all'Hollywood Forever Cemetery.

## Vita privata
Nipote dell'attore Otis Harlan, Kenneth Harlan si sposò otto volte. La prima volta, dal 1920 al 1922, con Flo Hart, un'attrice di rivista e Ziegfeld Girl; la seconda, dal 1924 al 1929, con l'attrice cinematografica Marie Prevost; la terza, dal 1930 al 1931, con Doris Hilda Booth; la quarta, dal 1932 al 1934, con Phyllis McClure; la quinta, dal 1934 al 1946, con Helen Spetner; la sesta, dal 1949 al 1953, con la cantante Helene Stanton; la settima, dal 1957 al 1959, con Rhea Walker; l'ottava - e ultima volta - dal 1963 al 1967, con Rosemarie Gonsalves Mirjanian.

## Filmografia parziale
- Betsy's Burglar, regia di Paul Powell (1917)
- Cheerful Givers, regia di Paul Powell (1917)
- The Flame of the Yukon, regia di Charles Miller (1917)
- The Price of a Good Time, regia di Phillips Smalley e Lois Weber (1917)
- The Lash of Power, regia di Harry L. Solter (1917)
- A Man's Man, regia di Oscar Apfel (1918)
- My Unmarried Wife, regia di George Siegmann (1918)
- The Wife He Bought, regia di Harry Solter (1918)
- The Wine Girl, regia di Stuart Paton (1918)
- The Marriage Lie, regia di Stuart Paton (1918)
- A Model's Confession, regia di Ida May Park (1918)
- Follia di mezzanotte (Midnight Madness), regia di Rupert Julian (1918)
- Cuor di donna (Her Body in Bond), regia di Robert Z. Leonard (1918)
- Pane (Bread), regia di Ida May Park (1918)
- The Law That Divides, regia di Howard M. Mitchell (1918)
- The Microbe, regia di Henry Otto (1919)
- Nei bassi fondi (The Hoodlum), regia di Sidney Franklin (1919)
- The Trembling Hour, regia di George Siegmann (1919)
- The Turning Point, regia di J.A. Barry (1920)
- Dollars and Sense, regia di Harry Beaumont (1920)
- Going Some, regia di Harry Beaumont (1920)
- The Penalty, regia di Wallace Worsley (1920)
- Love, Honor and Obey, regia di Leander De Cordova (1920)
- Dangerous Business, regia di Roy William Neill (1920)
- Mama's Affair, regia di Victor Fleming (1921)
- Lessons in Love, regia di Chester Withey (1921)
- Nobody, regia di Roland West (1921)
- Dawn of the East, regia di Edward H. Griffith (1921)
- The Barricade, regia di William Christy Cabanne (1921)
- Woman's Place, regia di Victor Fleming (1921)
- Received Payment, regia di Charles Maigne (1922)
- Polly of the Follies, regia di John Emerson (1922)
- Due mondi (The Primitive Lover), regia di Sidney Franklin (1922)
- I Am the Law, regia di Edwin Carewe (1922)
- The Married Flapper
- The Beautiful and Damned, regia di William A. Seiter o Sidney Franklin (1922)
- Fior di loto (The Toll of the Sea), regia di Chester M. Franklin (1922)
- The Man Without a Heart, regia di Burton L. King (1924)
- White Man, regia di Louis J. Gasnier (1924)
- For Another Woman, regia di David Kirkland (1924)
- Butterfly, regia di Clarence Brown (1924)
- The Re-Creation of Brian Kent, regia di Sam Wood (1925)
- The Crowded Hour, regia di E. Mason Hopper (1925)
- La frontiera del sole (The Golden Strain), regia di Victor Schertzinger (1925)
- The King of the Turf, regia di James P. Hogan (1926)
- La casa degli spiriti (Easy Pickings), regia di George Archainbaud (1927)
- Streets of Shanghai, regia di Louis J. Gasnier (1927)
- Cheating Cheaters, regia di Edward Laemmle (1927)
- Man, Woman and Wife, regia di Edward Laemmle (1929)
- L'isola del paradiso (Paradise Island), regia di Bert Glennon (1930)
- Piccoli G-men (Penrod and Sam), regia di William C. McGann (1937)
- La perla nera (Paradise Isle), regia di Arthur Greville Collins (1937)
- Gioia di vivere (Merrily We Live), regia di Norman Z. McLeod (1938)
- Torchy Runs for Mayor, regia di Ray McCarey (1939)
- Città di avventurieri (Wide Open Town), regia di Lesley Selander (1941)
- La colpa di Rita Adams (Paper Bullets), regia di Phil Rosen (1941)
- Melody Parade, regia di Arthur Dreifuss (1943)
- A Stranger in Town, regia di Roy Rowland (1943)